# Trönninge, Halmstads kommun
Trönninge är en tätort i Halmstads kommun och kyrkbyn i Trönninge socken i Hallands län. 
I tätorten finns Trönninge kyrka, förskola samt grundskola 1-9. Trönninge ängar är ett naturreservat och ett fågelskyddsområde med våtmarker och gömsle. Ortens största industri är National Gummi AB.

## Befolkningsutveckling
| Befolkningsutvecklingen i Trönninge 1960–2020 | Befolkningsutvecklingen i Trönninge 1960–2020 | Befolkningsutvecklingen i Trönninge 1960–2020 | Befolkningsutvecklingen i Trönninge 1960–2020 | Befolkningsutvecklingen i Trönninge 1960–2020 |
| --------------------------------------------- | --------------------------------------------- | --------------------------------------------- | --------------------------------------------- | --------------------------------------------- |
|                                               |                                               |                                               |                                               |                                               |
| År                                            |                                               |                                               | Folkmängd                                     | Areal (ha)                                    |
| 1960                                          | 1960                                          |                                               | 598                                           |                                               |
| 1965                                          | 1965                                          |                                               | 703                                           |                                               |
| 1970                                          | 1970                                          |                                               | 973                                           |                                               |
| 1975                                          | 1975                                          |                                               | 1 266                                         |                                               |
| 1980                                          | 1980                                          |                                               | 1 240                                         |                                               |
| 1990                                          | 1990                                          |                                               | 1 220                                         | 116                                           |
| 1995                                          | 1995                                          |                                               | 1 318                                         | 118                                           |
| 2000                                          | 2000                                          |                                               | 1 395                                         | 121                                           |
| 2005                                          | 2005                                          |                                               | 1 555                                         | 125                                           |
| 2010                                          | 2010                                          |                                               | 1 504                                         | 126                                           |
| 2015                                          | 2015                                          |                                               | 1 569                                         | 144                                           |
| 2020                                          | 2020                                          |                                               | 1 645                                         | 145                                           |
|                                               |                                               |                                               |                                               |                                               |